# Berthold Hatschek

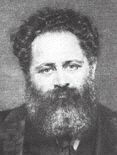
Berthold Hatschek.

Berthold Hatschek (Kirwein (hoje Skrbeň), Morávia, 3 de Abril de 1854 — Viena, 18 de Janeiro de 1941) foi um zoólogo que se destacou no estudo da embriologia, da biologia do desenvolvimento e da morfologia dos invertebrados, com destaque para os Cnidaria e filos afins.

## Biografia
Estudou zoologia em Viena sob a orientação de Carl Claus (1835-1899) e em Leipzig tendo como orientador Rudolf Leuckart (1822-1898). Obteve o seu doutoramento na Universidade de Leipzig com uma dissertação intitulada Beiträge zur Entwicklungsgeschichte der Lepidopteren (Contribuições para a biologia do desenvolvimento dos Lepidoptera). Hatschek foi profundamente influenciado pelos trabalhos de Ernst Haeckel (1834-1919).
Em 1885 foi nomeado professor de zoologia na Universidade de Carlos em Praga, transferindo-se a partir de 1896 para as funções de professor e director do segundo instituto zoológico da Universidade de Viena. Hatschek sofria de depressão severa, o que afectou grandemente o seu trabalho nas últimas fases da vida.
Hatschek é lembrado pela chamada "teoria trocófora", na qual considerou o trocóforo como a forma larval de um hipotético organismo, o "trochozoon", cuja forma adulta corresponderia um rotífero semelhante a um trocóforo, organismo que seria o ancestral comum de quase todas as formas de vida metazoárias com simetria bilateral.
Em 1888 separou o grupo dos Coelenterata, que havia sido proposto por Heinrich Frey e Rudolf Leuckart, em três filos: Spongiaria, Cnidaria e Ctenophora.
A partir do seu trabalho pioneiros sobre os anfioxos (Cephalochordata), surgiram os termos anatómicos "cavidade de Hatschek e "nefrídio de Hatschek".

## Obras seleccionadas
Entre outras, Berthold Hatschek é autor das seguintes obras:
- 1878 – Studie über die Entwicklungsgeschichte der Anneliden [w:] „Arbeiten aus dem Zoologischen Institut der Universität Wien”, 1.
- 1881 – Über Entwicklungsgeschichte von Teredo [w:] „Arbeiten aus dem Zoologischen Institut der Universität Wien”, 3.
- 1882 – Über Entwicklungsgeschichte von Echiurus [w:] „Arbeiten aus dem Zoologischen Institut der Universität Wien”, 3.
- 1882 – Studie über die Entwicklungsgeschichte von Amphioxus [w:] „Arbeiten aus dem Zoologischen Institut der Universität Wien”, 4.
- 1884 – Über Entwicklungsgeschichte von Sipunculus nudus [w:] „Arbeiten aus dem Zoologischen Institut der Universität Wien”, 4.
- 1888 – Über die Schichtenbau von Amphioxus [w:] „Zoologischer Anzeiger”, 3.
- 1888–1891 – Lehrbuch der Zoologie
- 1892 – Die Metamerie der Amphioxus und der Ammocoetes [w:] „Verhandlungen der Anatomischen Gesselschaft”, Berlin, 6.
- 1893 – Zur Metamerie der Wirbeltiere [w:] „Zoologischer Anzeiger”, 8.
- 1896 – Elementarcursus der Zootomie (wspólnie z Carlem Isidorem Corim)
- 1906, 1909, 1929 – Studie zur Segmenttheorie des Wirbeltierkopfes [w:]] „Morphologie”, wyd. 35, 1906; 39, 1909; 40, 1909; 61, 1929.
- 1911 – Das neue zoologische System